# 横内達治
横内 達治（よこうち たつはる、1966年（昭和41年）1月3日 - ）は、日本の実業家、公認会計士。2011年から2018年まで株式会社ライトオン社長を務めた。

## 人物
- 東京都出身[1]。
- 最終学歴 : 中央大学商学部卒業[4]。

## 経歴
- 1988年（昭和63年）10月 井上斎藤監査法人（現有限責任あずさ監査法人）入社。
- 1992年（平成4年）8月 公認会計士登録。
- 2000年（平成12年）8月 ライトオン入社管理本部長。
- 2000年（平成12年）11月 取締役。
- 2001年（平成13年）11月 常務取締役。
- 2005年（平成17年 ）8月 管理部長。
- 2007年（平成19年）10月 店舗開発部長兼管理部管掌。
- 2009年（平成21年）8月 管理本部長兼店舗開発部長。
- 2011年（平成23年）8月 代表取締役社長兼管理本部長（現任）藤原政博代表取締役社長は代表取締役会長に就任する[5]。
- 2018年（平成30年）4月 取締役副会長に退いた[2]。